# Dirigent en Tarantula
Dirigent en Tarantula (7) is een compositie voor stem en piano, op tekst van Kozma Prutkov en gecomponeerd door Igor Stravinsky in 1906 en voor het eerst uitgevoerd in het appartement van Nikolaj Rimski-Korsakov. Het werk werd niet gepubliceerd en het manuscript is verloren gegaan.

## Oeuvre
Zie het Oeuvre van Igor Stravinsky voor een volledig overzicht van het werk van Stravinsky.